# Russisch-Europäischer Laika
Der Russisch-Europäische Laika ist von der Fédération Cynologique Internationale in der Gruppe 5: Spitze und Hunde vom Urtyp und Sektion 2: Nordische Jagdhunde 1952 anerkannt. Die Hunderasse geht auf ein Zuchtprogramm zurück, das 1944 von E. I. Shereshevsky in der Provinz Kalinin (heute Twer) begonnen wurde. Der Ursprung liegt in den bewaldeten Regionen Nordeuropas und Russlands. Er ist eine von mehreren Rassen von Laika-Hunden vom Typ Spitz.

## Zuchtstandard
Der Russisch-Europäische Laika wird als mittelgroß beschrieben, wobei die Widerristhöhe bei Rüden zwischen 52 und 58 cm und bei Hündinnen zwischen 48 und 54 cm liegen soll. Die Rasse hat Stehohren und entweder eine Sichelrute oder eine Ringelrute, die über dem Rücken getragen wird. Das Temperament sollte nicht aggressiv sein. Das Grannenhaar ist hart und gerade. Die Unterwolle ist gut entwickelt, dick, weich, üppig und wollig. Es gibt ihn in den Farben schwarz mit weiß, weiß mit schwarz sowie gänzlich schwarz oder weiß.

## Temperament
Der Russisch-Europäische Laika ist eine lebhafte Rasse, die gerne Zeit im Freien verbringt. Er wird als Jagdhund eingesetzt und darüber hinaus als guter Familienhund beschrieben. Aufgrund seiner hohen Energie und seines Eifers, zu gefallen, profitieren Hunde dieser Rasse enorm von jeder Art von Training. Die Sozialisierung sollte bereits im Welpenalter beginnen und ein Leben lang andauern. Regelmäßiges Training oder eine Arbeitsaufgabe geben ihm einen Sinn und die nötige regelmäßige Bewegung.

## Auslastung
Der Russisch-Europäische Laika ist ein energiegeladener und lebhafter Hund, der viel Bewegung braucht. Ohne ausreichende Beschäftigung leidet er unter Langeweile und kann zerstörerisch werden.